# Marc Laho
Pour les articles homonymes, voir Laho.
Marc Laho est un ténor belge né le 15 janvier 1965 à Seraing (Belgique).

## Biographie
Marc Laho a commencé la musique à l’âge de 6ans a l’académie de Seraing  et poursuit sont perfectionnement au conservatoire de Liège où il remporte un Premier Prix de trompette. Par la suite il se tourne vers le chant dès l’âge de 16 ans auprès d’une grande cantatrice belge Géri Brunin  et obtient sont premiers prix à l’âge de 18 ans . Il se présente en septembre 1987 au Concours International de chant de  Verviers et remporte le Prix de la vocation du plus jeune candidat Belge où il obtient une bourse Ce qui.  lui permet de se perfectionner auprès de ténor reconnu comme Luigi Alva e Alain Vanzo et Nicolai  Gedda  qui devient son  mentors. En 1989 il débute à l'Opéra de Monte-Carlo dans le rôle de l'officier de Thérèse et est engagé, dès 1991, pour deux saisons. Il y chante, pour ses débuts, des rôles de second plan auprès de grands artistes comme Grace Bumbry ,Renata Scotto, Luciano Pavarotti et bien d’autres . En 1992 il est finaliste du concours Pavarotti à Philadelphie. Depuis sa carrière a pris sont envol plusieurs directeurs comme Monsieur Filippi , Antoine Bourseiller , Jacques Carpot, Renée Auphan lui propose de grands premiers plans comme la Dame blanche, la fille du régiment, l’élixir d’amour, et bien d’autres……
Il a chanté Gérald dans Lakmé aux côtés de Natalie Dessay à l’Opéra d’Avignon, Pâris dans La Belle Hélène sous la direction d’Harnoncourt à Zurich et Elvino dans La Sonnambula à l’Opéra Comique et au Staatsoper de Vienne.
En 2008, il aborde  son premier Hoffmann au Grand Théâtre de Genève dans une mise en scène d’Olivier Py, puis il confirme son interprétation dans la mise en scène de Nicolas Joel au Teatro Regio de Turin. On a pu l’entendre dans le Requiem de Berlioz au Festival de Saint‐Denis sous la direction de Sir Colin Davis ainsi qu’au Théâtre des Champs-Élysées dans Lélio de Berlioz sous la direction de Riccardo Muti. on a pu l’entendre dans Les Contes d'Hoffmann à Prague, L'attaque du moulin à Bern, Die Fledermaus à Montpellier, La Rondine à Toulon, La Sonnambula à Bonn et Le Duc d'Albe à Anvers et Gand. 
Au début de la saison 2012-2013 on pouvait l'entendre dans le rôle de Stradella dans l'opéra du même nom de César Franck, une création mondiale pour la réouverture de l'Opéra royal de Wallonie à Liège. Marc Laho a chanté Fernand dans La Favorite de Donizetti au Théâtre des Champs-Élysées en février 2013.Marc Laho poursuit sa carrière internationale qui l’a mené sur les plus grandes scènes (Zürich, San Francisco, Scala de Milan, Staats oper de Vienne, Berlin, Festival de Glyndebourne, Festival d’Edimbourg, Madrid, Festival du Mai Florentin, Palerme, Trieste, Turin, Genève, Lausanne, Zurich, Bruxelles, Avignon, Toulouse, Marseille, Nancy, Montpellier, Théâtre du Châtelet, Toulouse, Lyon, l’Opéra National du Rhin, abordant aussi bien un répertoire français qu’italien l’Opéra-Comique. Parmi les rôles on peut citer entre autres Gérald (Lakmé), Des Grieux(Manon) Nadir (Les Pêcheurs de Perles), Elvino (la Sonnambula), Fernando (la Favorite), Arturo (I Puritani) le Comte Ory Ernesto (Don Pasquale), Edgardo (Lucia de Lammermoor), Alfredo (La Traviata), Leicester (Maria Stuarda)…
L’évolution de carrière l’amène maintenant à interpréter des rôles plus larges. Il chante le rôle d’Hoffmann (Les Contes d’Hoffmann), tout d’abord à l’Opéra de Genève dans une mise en scène d’Olivier Py puis au Théâtre Reggio de Turin, à l’Opéra de Prague, Bâle, Zurich, et Stuttgart, Fernando (La Favorite) au Théâtre des Champs-Élysées et au Deutsche Oper de Berlin, le rôle-titre de Guillaume Tell, Don José (Carmen), Rodolfo (La Bohème), Cavaradossi (Tosca) à l’Opéra Royal de Wallonie, Faust (Damnation de Faust) à Bâle.

On a pu l’entendre dans le Requiem de Berlioz au Festival de Saint-Denis sous la Direction de Sir Colin Davis, ainsi qu’au Théâtre des Champs-Élysées dans Lélio de Berlioz sous la direction de Riccardo Muti.

Plus récemment, il interprète les rôles d’Ulysse (Pénélope) à l’Opéra du Rhin, il fait c’est grand début au Théâtre du Bolchoï dans La Damnation de Faust ,  Pollione (Norma) à L'Opéra de Rouen et à Oman,   Jason (Médée) à l'Opéra de Rouen, Gaston (Jérusalem de Verdi) à Liège et à Moscou,  Faust (Damnation de Faust) en concert à Toulouse et Au grand festival Berlioz à la Côte Saint-André, Hoffmann (Les Contes d'Hoffmann) au Deutsche Oper de Berlin, Nadir (Les Pêcheurs de Perles) à l’Opéra de Lille, Don José (Carmen) , le rôle-titre de Faust, Rodolfo (la Bohème) et Gabriele Adorno (Simon Boccanegra) à l'Opéra Royal de Wallonie,. Samson (Samson et Dalila) à l'Opéra d'Avignon , la Damnation de Faust au Festival Berlioz de la côte saint André, les Pêcheurs de perles à l’opéra des Flandres   

## Rôles chanté
- Daniel-François-Esprit Auber
  - Gustave III ou le Bal masqué – Gustave III   à Metz
- Vincenzo Bellini
  - I puritani – Arturo   à Avignon, Bruxelles, Essen, Liège
  - La Sonnambula – Elvino   à l’Opéra comique, Vienne et Bonn
  - La Norma - Pollione à Rouen, Oman
- Georges Bizet
  - Carmen – Don José   à Liège
  - Les Pêcheurs de perles – Nadir   à Gand,Trieste,Liège,Lille,Oman
- François Adrien Boieldieu
  - La Dame blanche – Georges   à Tours
- Gustave Charpentier
  - Louise – Le Pape des Fous   à San Francisco, Toulouse et Paris
- Ernest Chausson
  - Le Roi Arthus – Lyonnel   à Édimbourg
- Léo Delibes
  - Lakmé – Gérald   à Avignon et Nîmes
- Gaetano Donizetti
  - Alahor in Granata – Alamor   à Palerme
  - L' Elixir d'Amour à Dijon
  - Don Pasquale – Ernesto   à Madrid, Berlin, Marseille, Cologne, Palerme et Zurich
  - La Favorite – Fernand   à San Francisco et Montpellier
  - La Fille du régiment – Tonio   à Genève
  - Le Duc d’Albe – Henri de Bruges   à Anvers et Gand
  - Lucie de Lammermoor – Arthur   à Marseille, Lyon et au Théâtre du Châtelet
  - Lucia di Lammermoor – Edgardo   à Lausanne
  - Maria Stuarda – Leicester   à Liège, Gand, Anvers et Zurich
- Gabriel Fauré
  - Pénélope – Antinoüs   à Édimbourg
- César Franck
  - Stradella – Stradella   à Liège
- Charles Gounod
  - Mireille – Vincent   à Tours
- Jacques-Fromental Halévy
  - La Juive – Léopold   à Tel Aviv
- Franz Lehár
  - La Veuve joyeuse – Camille de Coutançon  à Marseille, Lausanne et l’Opéra Comique
- Jules Massenet
  - Manon – Le chevalier des Grieux   à Toulouse, Milan, Palerme, Barcelone, Angers et Nantes
  - Thaïs – Nicias   à Marseille
- Jacques Offenbach
  - La Belle Hélène – Pâris   à Zurich
  - La Périchole – Piquillo   à Caen, Nancy, Montpellier, Marseille et Lausanne
  - Les Contes d’Hoffmann – Hoffmann   à Genève, Turin, Prague, Toulon, Berlin,
  - Orphée aux Enfers – Orphée   à Turin
- Giacomo Puccini
  - La Rondine – Ruggero   à Toulon
  - La Bohème – Rodolfo   à Liège
- Gioachino Rossini
  - Le Comte Ory – Le Comte Ory   à Glyndebourne, The Proms, Florence, La Coruña, Ténérife, Liège et Marseille
  - Le Siège de Corinthe – Néocles   à Lyon
- Nino Rota
  - Il cappello di paglia di Firenze – Fadinard   à Toulouse
- Johann Strauss II
  - La Chauve-Souris – Alfred   à Montpellier
- Ambroise Thomas
  - Hamlet – Laërte   à Toulouse, Trieste, Turin, Genève et au Théâtre du Châtelet
- Giuseppe Verdi
  - I Lombardi alla prima crociata – Arvino   à Marseille
  - La Traviata – Alfredo Germont   à Graz, Strasbourg, Avignon et Marseille
  - Jerusalem - Gaston  à Liege

## Enregistrements
- Les Contes d'Hoffmann, Offenbach, Direction: Patrick Davin, Mise en scène: Olivier Py, Grand Théâtre de Genève, DVD: Bel Air Media, 2008
- Lucie de Lammermoor, Donizetti, Direction: Evelino Pidò, Opéra National de Lyon, CD: EMI 2002, DVD: Bel Air Media 2002
- Le Comte Ory, Rossini, Direction: Andrew Davis, Mise en scène: Jérôme Savary, Festival de Glyndebourne, DVD: NVC Arts (Warner), 1997
- Symphonie No. 3, Ropartz, Direction: Jean-Yves Ossonce, CD: Timpani, 2011
- Comala/Clair de lune, Jongen, Direction: Jean-Pierre Haeck, CD: Musique en Wallonie, 2003
- Freyhir, Mathieu, Direction: Jean-Pierre Haeck, CD: Musique en Wallonie, 2007